# Piotr III Wielki
Piotr III Wielki (ur. 1239 lub 1240, zm. 11 listopada 1285) – król Aragonii, Walencji (jako Piotr I), hrabia Barcelony (jako Piotr II) w latach 1276–1285 oraz król Sycylii (jako Piotr I) 1282–1285.
Syn króla Jakuba I Zdobywcy i Jolanty, córki Andrzeja II, króla Węgier. Po śmierci swojego starszego brata Alfonsa w 1260, został następcą tronu aragońskiego. W 1262 poślubił Konstancję, córkę i dziedziczkę króla Sycylii - Manfreda, ostatnią przedstawicielkę rodu Hohenstaufów. Po śmierci ojca 27 lipca 1276 roku objął rządy w Aragonii. Podporządkował sobie młodszego brata Jakuba, który w schedzie po ojcu otrzymał Królestwo Majorki.

## Królewskie rządy
Piotr III kontynuował politykę ekspansji śródziemnomorskiej Jakuba I Zdobywcy. Zrezygnował z planów narzucenia zwierzchnictwa hafsydzkiemu emiratowi Tunezji i wojska znad wybrzeży Afryki przerzucił na Sycylię, na której ludność zbuntowała się przeciw rządom Karola Andegaweńskiego. 30 marca 1282 mieszkańcy Palermo dokonali masakry Francuzów (tzw. "nieszpory sycylijskie"). Nowy władca, po entuzjastycznym przyjęciu przez Sycylijczyków, we wrześniu 1282 przyjął koronę sycylijską jako Piotr I. Ponieważ południowe Włochy i Sycylia od czasów normańskich (XI wieku) były lennem papieskim, papież Marcin IV obłożył klątwą Piotra Aragońskiego i jego następców oraz pozbawił obu koron. Do wykonania papieskiego wyroku nakłoniony został bratanek obalonego Karola Andegaweńskiego, król Francji Filip III Śmiały (który był żonaty z siostrą Piotra Izabelą).
Według porozumień zawartych przez zainteresowanych Karol Andegaweński miał odzyskać Sycylię, a młodszy syn Filipa III i Izabeli, Karol Walezjusz, otrzymać koronę aragońską. Działania wojenne we Włoszech (1283-1285) zakończyły się zwycięstwem Piotra III. Jego flota dwukrotnie rozbiła marynarkę Karola. Także wyprawa Francuzów poza Pireneje nie przyniosła pożądanego efektu. Po ponad dwumiesięcznym oblężeniu Gerony w Katalonii zdziesiątkowana armia Filipa III wycofała się. Ostatecznie Piotr III zdołał nie tylko utrzymać dotychczasowe zdobycze, ale rozszerzył swoje władztwo. W 1283 zajął Maltę, w następnym – Dżerbę (Djerba, Jerba), wyspę u wybrzeży Tunezji, a w 1285 władca Tunezji zgodził się na płacenie trybutu Aragonii.

## Plany zjednoczenia
Jednoczenie krain hiszpańskich: Aragonia, Barcelona, Walencja, Baleary pod berłem jednego władcy i ekspansja w basenie Morza Śródziemnego wymagały akceptacji stanów i ustępstw ze strony króla. 3 października 1283 Piotr III wydał przywileje dla rycerstwa aragońskiego Privilegio General, a 11 stycznia 1284 Recognoverunt proceres dla Barcelony. Po niespełna dziesięciu latach panowania Piotr III Wielki zmarł 11 listopada 1285, w Vilafranca del Penedés koło Barcelony i został pochowany w cysterskim klasztorze Santes Creus koło Vilaradona w Katalonii.

## Rodzina
13 czerwca 1262, w Montpellier poślubił Konstancję Hohenstauf (1249–1302) - córkę Manfreda, króla Sycylii. Para miała oścmioro dzieci:
1. Alfons III (1265–1291), król Aragonii i Walencji, hrabia Barcelony 1285-1291
2. Jakub II Sprawiedliwy (1267–1327), król Aragonii, Walencji, hrabia Barcelony 1291-1327, król Sycylii 1285-1295
3. Święta Izabela (zwana również Elżbietą) (1270 lub 1271–1336), małż.: 1292 Dionizy I Rolnik, król Portugalii
4. Fryderyk II (1272–1337), król Sycylii 1296-1337
5. Jolanta (1273–1302 w Termini na Sycylii), małż.: 1297 Robert I Mądry, król Neapolu
6. Piotr (1275–25 sierpnia 1296 w Tordehumos); małż.: 28 sierpnia 1291 Guilemette de Moncada (1306/1309), córka Gastona VI, wicehr. de Bearn

Ze związków nielegitymowanych, Piotr miał kilkoro innych dzieci:
1. Jaime de Aragon (zm. 1285), senior de Segorbe
2. Juan de Aragon
3. Fernando de Aragon, senior de Albaraccin
4. Pedro de Aragon
5. Sancho de Aragon (zm. 1341)
6. Beatrycze (zm. po 1340)
7. Teresa (zm. po 1295)